# Dichte Rohrdurchführung
Dichte Rohrdurchführungen dienen insbesondere zur Hauseinführung von Wasser-, Abwasser-, Gas-, Elektro- und Kommunikationsleitungen. Sie wurden unter anderem in der DIN 18195 geregelt und sind System-Bestandteil der Bauwerksabdichtung. Je nach Anforderung kann die Durchdringung druckwasserdicht ausgeführt und an vorhandene Dichtebenen angeschlossen werden.